# FC 07 Furtwangen
Der FC 07 Furtwangen ist ein Fußballverein mit rund 600 Mitgliedern aus Furtwangen im Schwarzwald. Die Männermannschaft des 1907 gegründeten Klubs spielte in den 1960er Jahren zeitweise drittklassig.

## Geschichte
Am 2. Juni 1907 gründeten Karl Hummel, Karl Hirt, August Kirner, Karl Heim und Josef Tomscha einen Fußballclub im Gasthaus „Fortuna“. Als erster Vorsitzender wurde Karl Hummel und als erster Spielführer Karl Hirt gewählt. Das erste offizielle Spiel am 15. August 1907 wurde gegen den FC 04 Gütenbach mit 8:0 Toren gewonnen. Im Jahre 1925 errang die 1. Mannschaft die Bezirksmeisterschaft der A-Klasse und spielten von 1926 bis 1930 in dieser Klasse. Der größte Erfolg in der jüngeren Vereinsgeschichte war der Gewinn des Südbadischen Vereinspokals im Jahre 1970. Im Juli 1970 bestritt die 1. Mannschaft daraufhin eine Partie im Süddeutschen Pokal, ein regionaler Qualifikationswettbewerb für die Teilnahme am DFB-Pokal, gegen den damaligen Regionalligist FC Villingen und verlor vor über 2000 Zuschauern mit 1:2 Toren. Im Jahre 1972 erfolgte der offizielle Anschluss der Damenmannschaft an den FC 07. Daneben war man 1960/61 und 1971/72 für jeweils eine Saison in der 1. Amateurliga Schwarzwald-Bodensee vertreten.
In den Jahren 1975 bis 1977 begann die Stadt Furtwangen mit dem Ausbau des Stadions sowie des Umkleidegebäudes. Ein Rasenplatz mit Laufbahn sowie ein Umkleidegebäude wurden erstellt. Die Einweihung des Stadions wurde zusammen mit dem 70-jährigen Jubiläum des FC 07 durchgeführt. Erwähnenswert dürfte noch sein, dass der FC 07 von 1956 bis 1982 immer der damalige 1. bzw. 2. Amateurliga angehörte.
In der Saison 1983/84 kam Urban Klausmann nach seinem Karriereende als Berufsfußballer, wieder in seine Heimat zurück. Mit ihm als Spielertrainer und mit seinen 45 erzielten Toren gelang der Wiederaufstieg in die Landesliga. Ein Jahr darauf wurde der FC 07 Furtwangen in der Landesliga Staffel 3 Meister und stieg in die Verbandsliga Südbaden auf. Im Finale errang man beim FC Neustadt den Meistertitel. Als High-Light gilt in diesem Jahr der Auftritt des Hamburger SV der damalige Fußball-Europapokalsieger im Furtwanger Bregstadion. Das Jahr 1994 stand ganz im Zeichen der Eröffnung des neuen Vereinsheimes, dem offiziellen Zuhause des FC 07 Furtwangen. Die Zahl der Jugendspieler stieg in diesem Jahr erstmals über die Marke von 200 an, was aufgrund fehlender Infrastruktur für die Jugendabteilung eine große Herausforderung darstellte. In der Saison 1998/99 kam dann der sportliche Tiefpunkt für den FC 07 in seiner Vereinsgeschichte. Die 1. Mannschaft stieg trotz des gewonnenen Relegationsspieles in Hinterzarten in die Kreisliga B ab.

## Bekannte Spieler
- Urban Klausmann (u. a. Werder Bremen)
- Ulrich Wielandt (u. a. Borussia Mönchengladbach)
- Ali Güneş (u. a. SC Freiburg, Fenerbahçe Istanbul)

## Sonstiges
Im Jahre 2007 feierte der FC 07 Furtwangen sein 100-jähriges Jubiläum. Zu diesem Anlass luden sie den damaligen deutschen Meister VfB Stuttgart ein. Das Spiel endete 19:1 für den VfB. Ebenfalls fand ein Spiel zwischen dem SC Freiburg und dem FC Schaffhausen statt, welches der SC gewann.